# 김대원 (1999년)
김대원(1999년 1월 18일 ~ )는 대한민국의 前 축구 선수 이자 범죄자이다. 선수시절 포지션은 미드필더였다.
2024년 만취 여성에 대한 성폭행 혐의로 영구 제명되었다.